# Йозефув Дул (Яблонец-над-Нисоу)
Йозефув Дул (чеш. Josefův Důl), историч. Йозефсталь (нем. Josefsthal)— муниципалитет и деревня, расположенная в районе Яблонец-над-Нисоу Либерецкого края Чехии; в долине реки Каменице в Йизерских горах. В муниципалитете площадью 22 км2 проживает 974 жителя.  

## Части муниципалитета
Муниципалитет Йозефув Дул включает в себя 4 части:
- Йозефув Дул
- Антонинов
- Нижний Максов
- Карлов

## География
Йозефув Дул расположен примерно в 7 км к северо-востоку от Яблонца-над-Нисоу. Он расположен в юго-восточной части Йизерских гор и на одноименной охраняемой ландшафтной территории. Самая высокая точка находится на высоте 995 м над уровнем моря.
Деревня расположена в долине реки Каменице. Среди других водотоков муниципалитета — ручей Едлова, протекающий через заповедник Едловый Дул, а также ручьи Червены, Елени, Пекельны и Глубоки. Из-за пересеченной местности в этом районе есть множество водопадов. Водохранилище Йозефув Дул, расположенное в северо-западной части муниципалитета, было построено на реке Каменице в 1976–1982 годах. 

## История
Граф Максимилиан Десфур Вальдероде начал заселять эту территорию немецким населением около 1690 года. Поселение Антонинов было основано в 1697 году, Йозефов Дул - четыре года спустя, в 1701 году (в том же году родился сын Вальдероде Карел Йозеф, в честь которого названо село). В 1700 году было основано поселение Карлов, где позже были построены часовня и первый стекольный завод. В 1821 году Карел Йозеф Ценклер представил новую технологию изготовления стекла и добавил производство жемчуга и пуговиц. Развитие села продолжилось строительством школы и особенно железнодорожной линии из Смржовки в 1894 году. Доказательством развития является строительство газового завода в 1908 году .
В 1909 году Йозефов Дул получил статус местечка. По Мюнхенскому соглашению Йозефув Дул был передан Нацистской Германии и вошел в состав рейхсгау Судетенланд. Разоружение немецкого гарнизона и возвращение Чехословакии состоялись только 5 мая 1945 года. После Второй мировой войны немецкоязычные жители были изгнаны в связи с декретами Бенеша.

## Население
| Год  | Численность | Численность |
| ---- | ----------- | ----------- |
| 1869 | 3600        | [ 5 ]       |
| 1880 | 4126        | [ 5 ]       |
| 1890 | 5032        | [ 5 ]       |
| 1900 | 5386        | [ 5 ]       |
| 1910 | 5431        | [ 5 ]       |
| 1921 | 4423        | [ 5 ]       |
| 1930 | 4320        | [ 5 ]       |
| 1950 | 1956        | [ 5 ]       |
| 1961 | 1590        | [ 5 ]       |
| 1970 | 1437        | [ 5 ]       |
| 1980 | 1319        | [ 5 ]       |
| 1991 | 1071        | [ 5 ]       |
| 2001 | 990         | [ 5 ]       |
| 2014 | 901         | [ 6 ]       |
| 2016 | 888         | [ 7 ]       |
| 2017 | 877         | [ 8 ]       |
| 2018 | 878         | [ 9 ]       |
| 2019 | 900         | [ 10 ]      |
| 2020 | 897         | [ 11 ]      |
| 2021 | 892         | [ 12 ]      |
| 2022 | 877         | [ 13 ]      |
| 2023 | 974         | [ 14 ]      |
| 2024 | 930         | [ 15 ]      |
| 2025 | 907         | [ 16 ]      |

## Транспорт

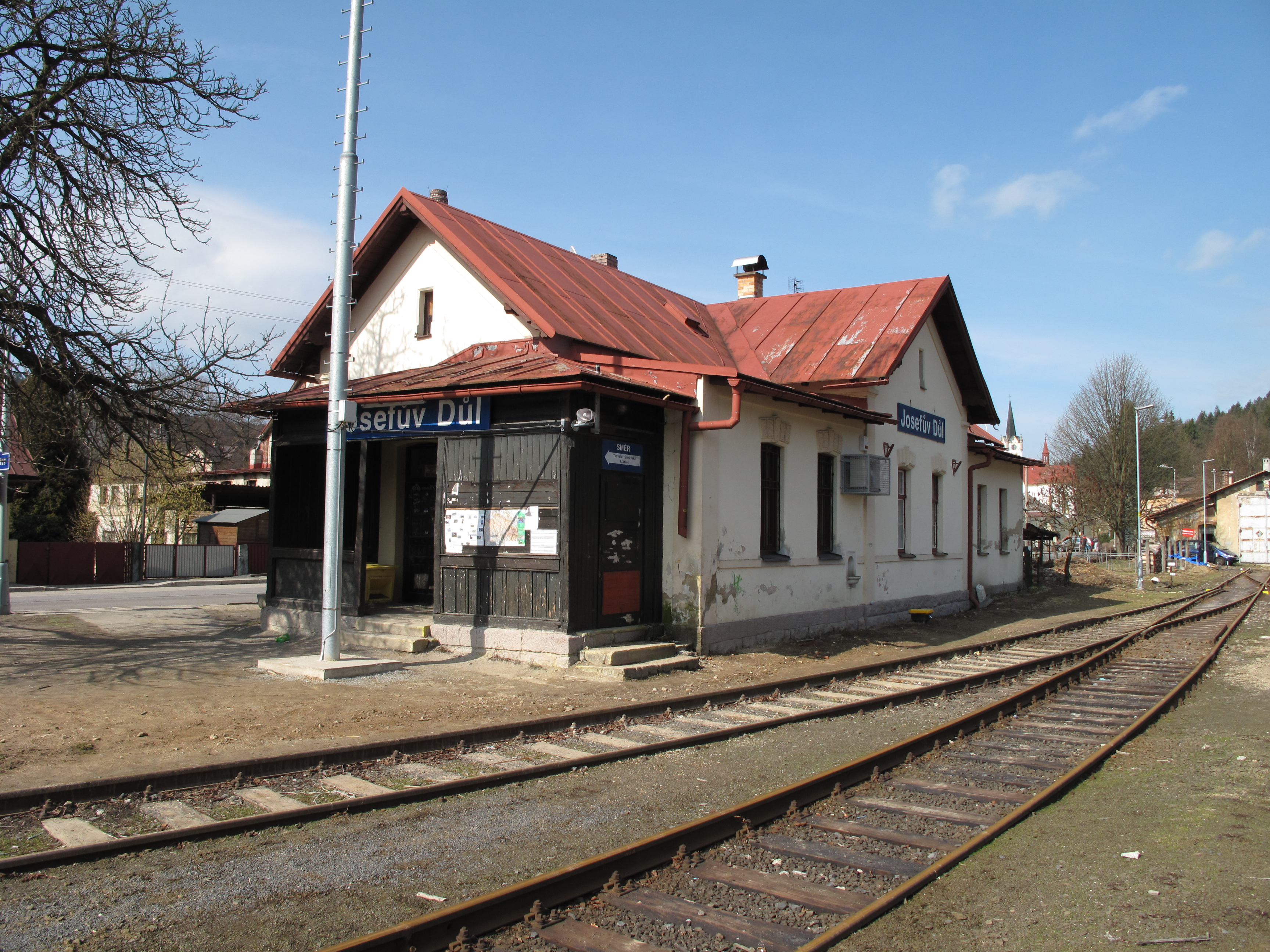
Железнодорожная станция Йозефув Дул.

В Йозефув-Дуле есть железнодорожная станция. Здесь начинается пригородная железная дорога Йозефув Дул – Смржовка.

## Спорт
Йозефов Дул, известный как «ворота в Йизерские горы», является популярным местом среди лыжников, пеших туристов и велосипедистов. Есть небольшой горнолыжный курорт.

## Достопримечательности

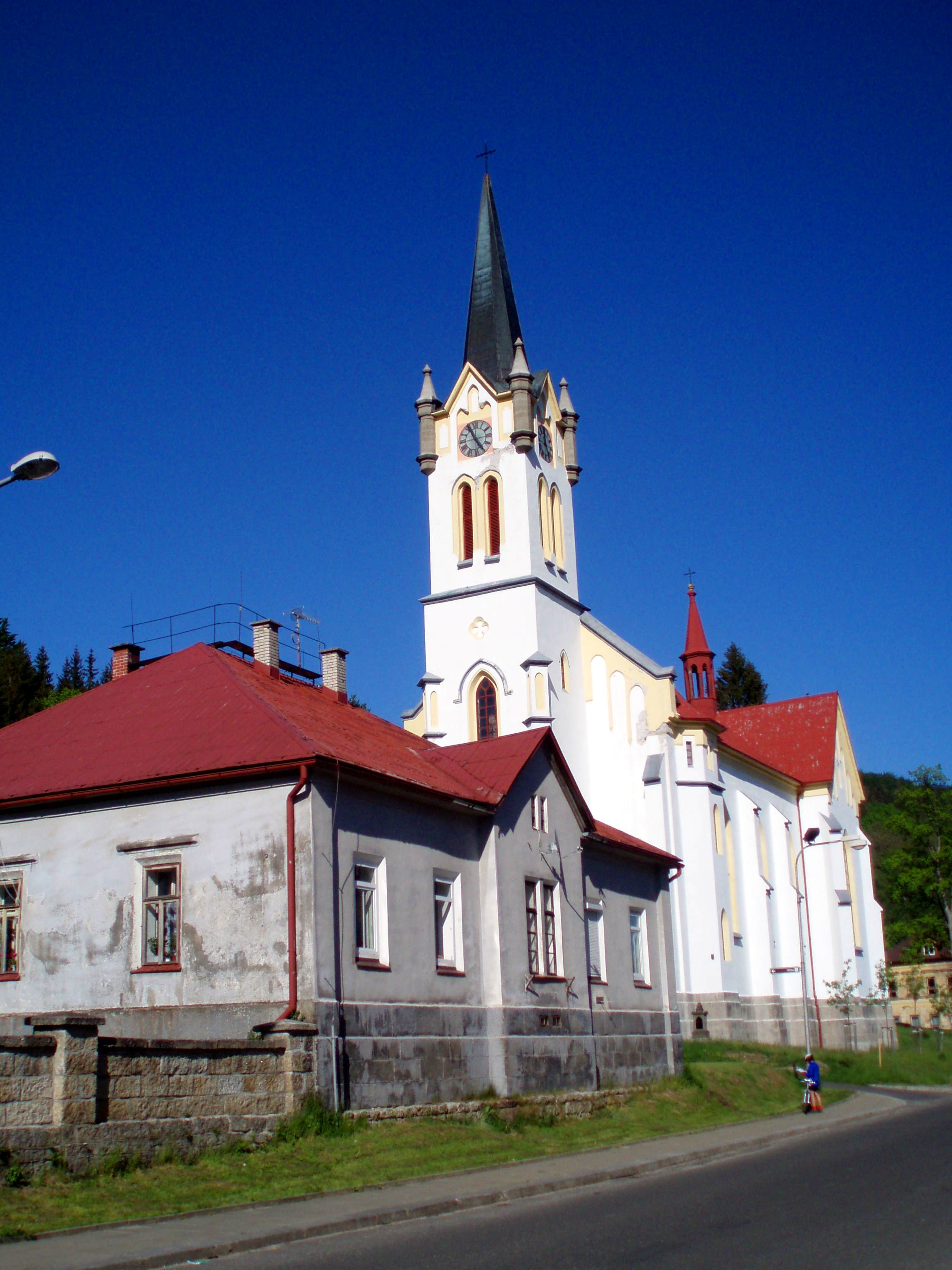
Церковь Преображения Господнего.

Главной достопримечательностью Йозефува Дула является церковь Преображения Господнего с колокольней высотой 45 метров. Она была построена в псевдоготическом стиле в 1862–1865 годах. Во внутреннем убранстве находятся три ценные алтарные картины Вильгельма Кандлера. 
Часовня Посещения Девы Марии в Карлове была построена в стиле барокко в 1803 году и перестроена в нынешнем виде в 1865 году. Она заменила старую деревянную часовню 1762 года. 

## Известные уроженцы
- Густав Лойтельт (1860–1947) — поэт и писатель
- Фиделио Фридрих Финке (1891–1968) — композитор